# Janusz Ślączka
Janusz Ślączka (ur. 24 września 1971 w Błażowej) – polski żużlowiec i trener sportu żużlowego.
Licencję żużlową zdobył w 1988 roku. Wystąpił w kilku finałach zawodów o mistrzostwo kraju, dwukrotnie zdobywając medale: srebrny w mistrzostwach Polski par klubowych (Rzeszów 1990) oraz brązowy w młodzieżowych drużynowych mistrzostwach Polski (Rzeszów 1989). Oprócz tego wystąpił w finale młodzieżowych indywidualnych mistrzostw Polski (Zielona Góra 1989 – XI m.) oraz czterokrotnie w finałach młodzieżowych mistrzostw Polski par klubowych (Rzeszów 1988 – V m., Gdańsk 1989 – VI m., Toruń 1990 – VI m., Gorzów Wielkopolski 1991 – VI m.). W 1989 r. zajął II m. w końcowej klasyfikacji turnieju o „Brązowy Kask”. Dwukrotnie stawał na podium rozgrywanego w Rzeszowie memoriału Eugeniusza Nazimka (1996 – I m., 1997 – II m.). Był również dwukrotnym medalistą zawodów o Puchar MACEC (2004 – III m., 2006 II m.).
W latach 2019–2020 był trenerem Wilków Krosno. W sezonie 2021 został szkoleniowcem zespołu GKM Grudziądz. W sezonie 2024 prowadził zespół CKM Włókniarz Częstochowa. Przed 10 kolejek sezonu 2025 prowadził żużlowców drużyny KŻ Orzeł Łódź.